# Протокол I
Ι-й Додатковий протокол до Женевських конвенцій стосується захисту жертв міжнародних воєнних конфліктів.
Протокол було ухвалено на дипломатичній конференції в Женеві 8 червня 1977 року. Він є додатком до Женевських конвенцій про захист жертв війни від 12 серпня 1949 року.
Протокол зобов'язує конфліктуючі сторони захищати населення під час воєнних дій незалежно від раси, кольору шкіри, мови або віри, політичних переконань. Кожна з конфліктуючих сторін мусить захищати людей, якщо вони не застосовують зброю. Також Протокол забороняє нападати на медичний персонал, що виконує лише медичні дії (зазначенні в пункті «е» 8 статті Ι Протоколу).
Протокол забороняє:
- вбивати полонених; брати в полон, застосовуючи віроломство;
- використовувати не за призначенням знаки Червоного Хреста, Червоного Півмісяця або Червоного Лева та Сонця, емблему Організації Об'єднаних Націй, прапор перемир'я, захисну емблему культурних цінностей та інші міжнародно визнаними захисні емблеми, знаки та сигнали;
- використовувати прапори нейтральних держав;
- віддавати наказ убивати всіх або погрожувати супротивнику цим.

## Статус ратифікації
Станом на червень 2025 року протокол ратифікували 175 держави, серед яких США, Ізраїль, Іран, Пакистан, Індія та Туреччина є помітними винятками. Однак Сполучені Штати, Іран та Пакистан підписали його 12 грудня 1977 року.

### Росія
16 жовтня 2019 року президент Російської Федерації Володимир Путін підписав указ та вніс до Державної Думи законопроєкт про відкликання заяви, що супроводжувала ратифікацію Росією Протоколу I, про визнання компетенції Міжнародної комісії зі встановлення фактів відповідно до статті 90(2). Законопроєкт супроводжувався наступним застереженням:
Виняткові обставини зачіпають інтереси Російської Федерації і вимагають невідкладних дій…У нинішній міжнародній обстановці значно зросли ризики зловживання повноваженнями комісії в політичних цілях з боку недобросовісних держав, які діють недобросовісно. 
Наявні повідомлення щодо цієї дії не свідчать про те, що Росія відкликала своє приєднання до Протоколу І в цілому, і Російська Федерація все ще включена до списків сторін, які ведуться Міжнародним Комітетом Червоного Хреста та Організацією Об'єднаних Націй.